# Гавар
Гавар (Аль-Гавар, Гхавар) — одне з найбільших нафтових родовищ світу. Розташоване в нафтогазоносній області Хаза, Аравійської НГП, приблизно за 100 км на південний схід від міста Дахран в провінції Еш-Шаркійя Саудівської Аравії. Родовище знаходиться в повній власності держави і експлуатується державною компанією Saudi Aramco. Про родовище відомо відносно мало, детальні і загальні поточні показники добутку приховуються керівництвом компанії і урядом Саудівської Аравії.

## Історія відкриття
В 1948 році в північній частині антикліналі Харад структурно-картувальною свердловиною компанії «Arabian-American Oil Company» отримана нафта з глибини 1860 м (крівля крейди). Південна частина родовища була відкрита за результатами геологічної зйомки американським геологом Ернстом Бергом у 1949 році. Родовище розробляється з 1951.

## Характеристика

### Геологічна будова

Схематичне зображення геологічного розрізу родовища Гавар

Приурочене до п'яти замкнених структурних ускладнень валоподібного підняття Ен-Нала, розміром 16-25×230 км які віділяються одне від одного сідловинами — Аін-Дар, Шедгум, Утманія, Хавія та Харад. Амплітуди піднять по покрівлі світи Араб сягають 370 м. Вони ускладнені скидами і мають спільний контур нафтоносності. Структура Гавар складена мезозойськими відкладами, які перекриті породами кайнозою. Кути падіння мезозойських відкладів становлять від 5-8 до 10°, тоді як кайнозойські відклади залягають майже горизонтально. Поклади склепінні масивні. Основні продуктивні горизонти на родовищі приурочені до карбонатної товщі верхньоюрського віку (світа Араб). Окрім того, поклади нафти відкриті в карбонатній товщі світи Джубейль тріасового віку. Основні запаси приурочені до карбонатних горизонтів С і D світи Араб. Ці горизонти складені тріщинуватими доломітизованими вапняками, потужністю 45-50 м. Їх відкрита пористість становить від 15 до 30 %, проникність — 1-1,5 мкм2. Глибини залягання горизонтів С і D відповідно 1700 і 2000 м. Поклад газу виявлений у відкладах пермського віку на глибині близько 3000 м.

### Запаси
Геологічні запаси нафти за категорією С3 оцінюються у 20 млрд т. Початкові видобувні запаси нафти — 10,125 млрд т, розчиненого в нафті газу — 1013 млрд м³. Початковий пластовий тиск 22,5 МПа. Густина нафти з горизонту С становить 850, з горизонту D — 845—865 кг/м³; в'язкість 6,1-6,6 мПа·с, вміст сірки — 1,66 %.

## Технологія розробки
Експлуатуються понад 300 фонтануючих свердловин, з початковими дебітами 750—1500 т/добу для однієї свердловини. Річний видобуток нафти в 1981 році досягав 280 млн. т.
Виділено 6 продуктивних зон з півночі на південь: Fazran, Ain Dar, Shedgum, Uthmaniyah, Haradh й Hawiyah (Фазран, Аін-Дар, Шедгум, Утманія, Гарад, Гавія).